# NGC 696
NGC 696 è una vasta galassia lenticolare situata nella costellazione della Fornace, a una distanza di circa 378 milioni di anni luce dalla nostra Via Lattea.

## Scoperta
La galassia è stata scoperta il 29 novembre 1837 dall'astronomo britannico John Herschel.

## Descrizione
Sembra formare una coppia di galassie con la vicina NGC 698.